# Pedro Luis Quarta
Pedro Luis Quarta (Lomas de Zamora, 27 de junio de 1910-Neuquén, 7 de febrero de 1976) fue un abogado y político argentino que se desempeñó como gobernador del Territorio Nacional del Neuquén entre 1952 y 1955.

## Biografía
Nació en Lomas de Zamora (provincia de Buenos Aires) en 1910. Estudió abogacía y en 1946 se radicó en el Territorio Nacional del Neuquén. Militó en la Unión Cívica Radical Junta Renovadora y luego en el Partido Peronista, del cual fue asesor letrado en Neuquén.
En 1952, fue designado gobernador del territorio, y con la ley de provincialización del mismo, en 1955 pasó a ser comisionado nacional. En su gestión, se realizaron obras de defensa contra las inundaciones y viviendas. Además, se distribuyeron equitativamente lotes de tierras fiscales, se creó una Junta de Estudios Históricos, se llevó a cabo un censo minero, industrial y comercial, y se instaló una red de radio para la policía territorial. En 1954, se inauguró un monumento a José de San Martín en la ciudad de Neuquén.Su gestión estuvo orientada a la creación de las instituciones provinciales, entre ellas, la Legislatura, varias municipalidades, las reparticiones públicas, el sistema judicial, los archivos provinciales, la Policía de la Provincia y dotar a la provincia de una constitución. Sin embargo su labor fue destruida Tñtras el golpe de Estado de septiembre de 1955, fue desplazado del cargo, detenido durante siete meses por la dictadura militar, al igual que sus funcionarios. Fue reemplazado en la gobernación de forma sucesiva e interina por los militares Lais Gabriel Gómez Forgue, Miguel Adrover y Lindolfo Meza, hasta la designación de Ricardo Hermelo.del Territorio Nacional del Neuquén por el presidente Agustín Pedro Justo, asumiendo en el cargo el 1 de octubre. Durante su mandato, fomentó la colonización del interior del territorio y la actividad minera, se construyeron caminos y hospitales, se realizaron obras de riego y fue impulsor de la construcción de la ruta que une Neuquén-Cipolletti,
Años más tarde lideró parte del peronismo local. En 1963, fue elegido diputado a la Legislatura de la Provincia del Neuquén, desempeñando el cargo hasta el golpe de Estado de 1966. Falleció en febrero de 1976.